# Orain (Fluss)
Der Orain ist ein Fluss in Frankreich, der im Département Jura in der Region Bourgogne-Franche-Comté verläuft. Er entspringt im Stadtgebiet von Poligny, entwässert großteils Richtung Nordwest, schwenkt dann auf Südwest und mündet nach rund 39 Kilometern im Gemeindegebiet von Chaussin als linker Nebenfluss in den Doubs.

## Orte am Fluss
- Poligny
- Tourmont
- Bersaillin
- Le Deschaux
- Rahon
- Chaussin